# Manuel Bauer
Manuel Bauer (* 13. Juli 1966 in Küsnacht) ist ein Schweizer  Fotograf, Buchautor und Kameramann.

## Leben
Bauer erstellt Langzeit-Reportagen, die sich mit sozialer Gerechtigkeit, Menschenrechten und der Zerstörung des Planeten beschäftigen. Für sein Engagement erhielt Bauer im Verlaufe seiner Karriere verschiedene Auszeichnungen. Zwischen 2001 und 2007 war Bauer Fotograf des 14. Dalai Lama und dokumentierte dessen Engagement für den Frieden. Bauer ist Autor mehrerer Fotobücher, schreibt aber auch selbst, so über das Leben seines schwerbeeinträchtigten Sohns. Seit 2020 arbeitet er als Kameramann an einem Film über den 14. Dalai Lama. Bauer bezeichnet sich selbst als «concerned photographer» – ein Begriff, den Cornell Capa, jüngerer Bruder von Robert Capa, geprägt hat. Als thematisch stets persönlich engagierter Fotograf lautet Bauers Lebensmotto folglich: «Ich bin nie neutral.»

## Schaffen
Als Sohn des Künstlers und Grafikers Fred Bauer absolvierte Manuel Bauer in den Jahren 1983 bis 1987 eine Lehre als Fotograf beim Schweizer Fotografen Thomas Cugini. Danach begann er als selbständiger Fotojournalist zu arbeiten. Bauer verschrieb sich dabei einer sozialdokumentarischen Fotografie. Konzentrierte er sich im Rahmen seiner ersten Arbeiten noch auf nationale Themen, etwa das Leben eines Strassenwischers, so begann er bald international zu reisen. So verfolgte er in einer seiner ersten Arbeiten das Schicksal tamilischer Flüchtlinge in Indien und zeigte 1988 das Ergebnis in einer Ausstellung an der ETH Zürich, die von Adolf Muschg eröffnet wurde.
Entscheidend für seine weitere Zukunft war seine fotografische Tätigkeit während der Jugoslawienkriege. Die Redaktion der schweizerischen Zeitschrift Beobachter beschloss aufgrund seiner Aufnahmen eine Hilfsaktion für die darbende Bevölkerung im Kosovo zu starten. Bauer: „Zum ersten Mal erkannte ich, dass meine Arbeit konkrete Wirkung zeigt.“
International bekannt wurde Bauer 1996 aufgrund seiner Reportage Flucht aus Tibet, in der er zeigte, wie ein 6-jähriges Mädchen an der Hand des Vaters über den 5716 Meter hohen Pass Nangpa La aus dem besetzten Tibet nach Indien flieht. Die Flucht dauerte drei Wochen. Bauer setzte sich dabei den gleichen Gefahren wie aus wie die Flüchtenden. Neben Kälte und akuter Wassernot war er auch chinesischen Scharfschützen ausgesetzt, die auf dem Pass patrouillierten. Bauer erhielt dafür verschiedene Preise, unter anderem eine Honorable Mention beim World Press Photo. Aus der Reportage entsteht ein Buch.
Das Schicksal des tibetischen Volks wurde für Bauer in der Folge zu einem zentralen Thema, das er immer wieder bearbeitet. Sein steter Einsatz führt dazu, dass er ab 2001 während sechs Jahren das Leben des Dalai Lama fotografisch dokumentiert. Bauer war mit dabei, wenn der Dalai Lama morgens um fünf Uhr meditierte, er fotografierte ihn beim Training auf dem Laufband, und er war mit dabei, wenn er sich mit US-Präsident George W. Bush traf. Für den Dalai Lama ist Manuel Bauer deshalb mehr als ein Fotograf, er ist «mir ein wahrer Freund». Seine Aufnahmen fasste Bauer im Bildband "A journey for Peace" zusammen.
Nach Reportagen, die ihn bis nach Tristan da Cunha, die abgelegenste Insel der Welt, führten und einer Langzeitrecherche über die Folgen des Untergangs des Tankers Prestige vor der galizischen Küste, verwirklichte Manuel Bauer in den Jahren 2008 bis 2015 sein bislang grösstes Projekt: im ehemaligen Königreich Mustang, wo der Klimawandel die Bewohner des Dorfs Sam Dzong in eine Hungersnot zu treiben drohte. Im Rücken des Himalaya auf über 4'000 Metern lebend, haben sie kaum je ein Auto gesehen und tragen nichts zu den Treibhausgasen bei; trotzdem gehören sie zu den ersten Opfern des Umweltdesasters. Die Gletscher über dem Dorf sind geschmolzen, der Fluss ist versiegt, und ohne Wasser haben die Menschen weder zu trinken noch können sie ihre Felder bebauen. Bauer begleitete das Schicksal der Dorfbewohner fotografisch, liess es aber nicht dabei bewenden. Mit Hilfe von Vorträgen und Publikationen lancierte er in der Schweiz eine so erfolgreiche Spendenaktion, dass er den Bau eines neuen Dorfes namens Namashung finanzieren konnte, in einem Tal mit genügend Wasser. Der Fernsehsender 3sat porträtierte Manuel Bauer darauf in der Folge "Weltverbesserer".
Im Jahr 2020 hatte Manuel Bauer ein weiteres Grossprojekt begonnen und – als Kameramann – mit den Arbeiten an einem Film über den 14. Dalai Lama begonnen. Dessen Arbeitstitel lautete "The revolution of compassion". Im Film spricht der Dalai Lama über die Situation der Welt und gibt Antworten auf die drängendsten Fragen der Menschheit. Der Kino-Dokumentarfilm feierte unter dem definitiven Titel Wisdom of Happiness am 8. Oktober 2024 im Rahmen des Zurich Film Festivals seine Weltpremiere.

## Werke
- Khadi – Textile of India. Bildband mit Texten von Bernard Imhasly und Christian Schmidt. Kontrast Verlag, Zürich 2002, ISBN 978-3-906729-12-1.
- Unterwegs für den Frieden: Seine Heiligkeit der 14. Dalai Lama. Bildband mit Texten von Christian Schmidt und Matthieu Ricard. Deutsche Verlagsanstalt, München 2005, ISBN 978-3-421-05873-7.
- Flucht aus Tibet. Bildband. Limmat Verlag, Zürich 2009, ISBN 978-3-85791-573-4.
- Exil Schweiz – Tibeter auf der Flucht – 12 Lebensgeschichten. Bildband mit Texten von Christian Schmidt. Limmat Verlag, Zürich 2009, ISBN 978-3-85791-574-1.
- Brief an meinen Sohn – Über die Liebe zu einem behinderten Kind. Limmat Verlag, Zürich 2017, ISBN 978-3-85791-826-1.
- Dalai Lama – Fotografien von Manuel Bauer 1990 - 2024. Bildband mit Texten von Thupten Jinpa und Christian Schmidt. Verlag Scheidegger & Spiess, Zürich 2025, ISBN 978-3-03942-237-1.

## Weblink
Lexikon und Repertorium
- Manuel Bauer in fotoCH, dem Online-Werk über die historische Fotografie in der Schweiz und im Fürstentum Liechtenstein